# نهر ميريم
نهر ميريم (Rio Mearim) هو نهر في ولاية مارانهاو بشمال البرازيل. ينبع النهر في الجزء الجنوبي من مارانهاو، والمصارف شمالا إلى بايا دي ساو ماركوس، وهو مصب الذي يتلقى أيضا الأنهار بنداري وجراجاو، والتي تعتبر في بعض الأحيان روافد ميريم. يُعرف أقل ميريم ببوروكا، أو بمد المد والجزر.
يبلغ طول نهر ميريم حوالي 800 كيلومتر، ويتدفق عبر مستنقعات السهل الساحلي الأطلسي. يلتقي بالمحيط الأطلسي في خليج ساو ماركوس، حيث يشكل مصبًا مشتركًا مع نهر آخر، بنداري. المصدر الرئيسي للمياه في ميريم هو المطر. تتميز الدورات العليا والمتوسطة في النهر بمنحدرات النهر. فقط الأجزاء السفلية من ميريم مناسبة للملاحة. يُعرِّف النهر الحدود الجنوبية لغابات توكانتينز - أراغوايا - مارانهاو الرطبة.